# Оставь надежду, всяк сюда входящий

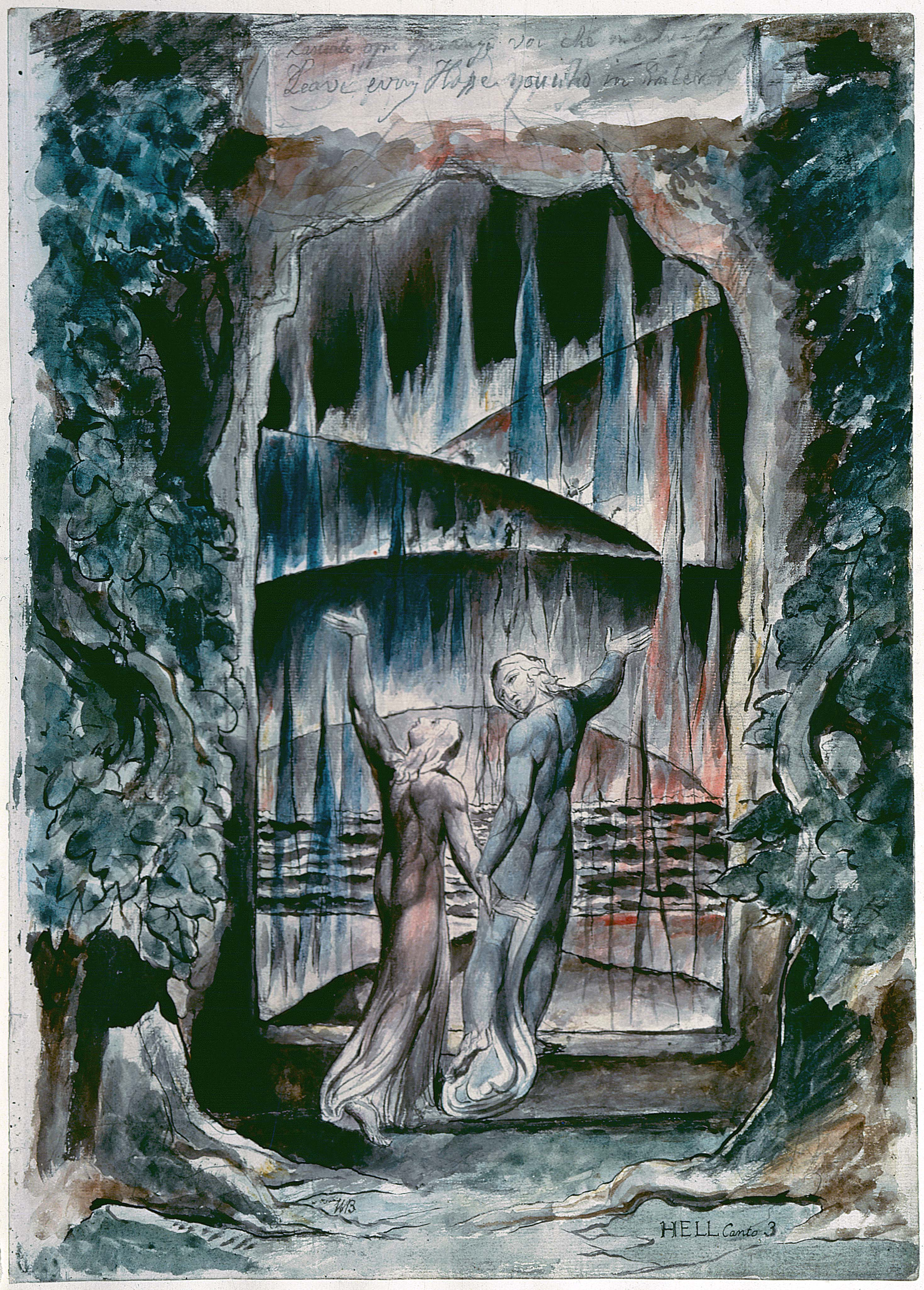
Врата ада «Божественной комедии» на иллюстрации У. Блейка (1824—1827).

Оста́вь наде́жду, вся́к сюда́ входя́щий (итал. Lasciate ogne speranza, voi ch’entrate) — заключительная фраза текста над вратами ада в «Божественной комедии» Данте Алигьери.

## Общие сведения
«Оставь надежду, всяк сюда входящий» — концовка надписи, размещённой над вратами ада в «Божественной комедии», созданной Данте Алигьери в 1307—1321 годах («Ад», песнь 3, строфа 3). Оригинальное выражение — итал. «Lasciate ogne speranza, voi ch'entrate», буквально переводится как: «Оставьте всякую надежду, вы, входящие».
В поэтическом варианте Дмитрия Мина, одного из ранних переводчиков «Божественной комедии», фраза даётся в редакции: «Оставь надежду всякъ, сюда идущій!».
Полный текст надписи над воротами ада (пер. М. Лозинского), гласит:

«Я увожу к отверженным селеньям,
Я увожу сквозь вековечный стон,
Я увожу к погибшим поколеньям.
Был правдою мой Зодчий вдохновлён:
Я высшей силой, полнотой всезнанья
И первою любовью сотворён.
Древней меня лишь вечные созданья,
И с вечностью пребуду наравне.
Входящие, оставьте упованья»
Оригинальный текст (итал.)«Per me si va ne la città dolente,

per me si va ne l'etterno dolore,

per me si va tra la perduta gente.
Giustizia mosse il mio alto fattore;

fecemi la divina podestate,

la somma sapïenza e ’l primo amore.
Dinanzi a me non fuor cose create

se non etterne, e io etterna duro.

Lasciate ogni speranza, voi ch'entrate.»
— :86

### Варианты фразы на некоторых языках
- лат. Desine sperare qui hic intras
- итал. Lasciate ogne speranza, voi ch’entrate
- англ. Abandon hope, all ye who enter here
- нем. Lasst alle Hoffnung fahren, die ihr hier eintretet
- исп. Oh, los que entráis, dejad toda esperanza

### Символическое значение
Слова «Оставь надежду…» стали крылатым выражением, символизирующим ворота ада как границу, пересекая которую, «…входят в скорбный град к мученьям, … входят к муке вековой».
Также иногда это выражение используют для обозначения чего-то безнадёжного и несбыточного.

## Влияние на культуру
На протяжении столетий «Божественная комедия» является мощной отправной точкой для творчества художников, поэтов, философов, политиков. Не удивительно, что многие её сюжеты, и, в частности, тема своеобразной границы света и тьмы — ворот ада с предупреждающим надвратным текстом, наряду с темой безнадёжности определённых намерений, использовались достаточно широко. Например:
- А. С. Пушкин (роман в стихах «Евгений Онегин», гл. 3. строфа 22):

Я знал красавиц недоступных,
Холодных, чистых, как зима,
…
И, мнится, с ужасом читал
Над их бровями надпись ада:
Оставь надежду навсегда.
Внушать любовь для них беда,
Пугать людей для них отрада.
…
— 
- А. П. Чехов (рассказ «Циник»): «Ну, что мечешься, дура? Что снуешь? Ведь не выйдешь отсюда! Издохнешь, не выйдешь! Да ещё привыкнешь, примиришься! Мало того, что привыкнешь, но ещё нам, мучителям твоим, руки лизать будешь! Хо-хо-хо… Тут, брат, тот же дантовский ад: оставьте всякую надежду!»[5].
- В. И. Ленин (статья «О фракции сторонников отзовизма и богостроительства»): «„Оставь надежду навсегда“ — вот что говорил этим элементам („отзовистам“ и „богостроителям“) „Пролетарий“ каждым своим номером (газеты), каждым редакционным собранием, каждым выступлением по какому бы то ни было очередному вопросу партийной жизни»[6].
- Идея слов Данте, как символа границы мира живых и мёртвых, вдохновила Виктора Толкина (пол. Wiktor Tołkin) при создании мемориальных ворот музея концентрационного лагеря Майданек[7].
- По некоторым данным, фраза Данте размещалась над воротами концентрационного лагеря Маутхаузен[8][9][10].
- Корейская студия Project Moon использовала фразу в начале проморолика для игры Limbus Company[11].
- Фраза послужила названием романа Ирины Одоевцевой «Оставь надежду навсегда»